# Université de pharmacie de Gifu
L'université de pharmacie de Gifu (岐阜薬科大学, Gifu Yakka Daigaku) est une université publique située dans la ville de Gifu, préfecture de Gifu au Japon. L'établissement prédécesseur de l'école est fondé en 1932 et reçoit son accréditation en tant qu'université en 1949.

## Échanges internationaux
L'université contribue au rayonnement international de Gifu par la mise en place d'un programme d'échange universitaire avec trois des villes jumelées de Gifu : Hangzhou (Chine), Cincinnati (États-Unis) et Florence (Italie). Elle a conclu un accord avec l'université de Zhejiang à Hangzhou depuis 1984. Depuis lors, elle a mis en place des programmes d'échange avec l'université de Cincinnati en Ohio et l'université de Florence, qui ont débuté en 1991 et 1993, respectivement. Elle entretient également des relations avec l'université de pharmacie de Chine (en) depuis 1982.